# Øyvind Aasekjær
Øyvind Aasekjær (Frederikstad, 9 juni 1882- Oslo, oktober 1921)  was een Noors zanger. Zijn stemvoering was bariton.
Hij werd geboren binnen het gezin van hoboïst Jens Andersen en Laura Aasekjær. Jens zou daarbij nog onderscheiden worden met de Kongens Fortjenstmedalje (muzieksergeant). Broer Haakon Aasekjær zou muziek studeren en uitgroeien tot een plaatselijk dirigent. Broer Ivar  Aasekjær zou ooit samen in een opera zingen met Kirsten Flagstad.
Zijn zangdebuut vond plaats in 1908 met een optreden op een bazar. In 1910 was hij woonachtig in Oslo, alwaar hij nog opleiding genoot. De stem van Øyvind Aasekjær is bewaard gebleven dankzij een aantal opnamen, waaronder Var det en drøm van Reidar Thommesen voor His Masters Voice.
Enkele concerten:
- september 1911; eerste optreden als hoofdartiest in Frederikstad
- 23 april 1913: concert met Eyvind Alnæs met een herhaling op 15 mei
- 5 december 1914, kerkconcert met organist Herman Lindquist